# معركة الشهور السبعة
معركة الشهور السبعة أو معركة النبلاء هي معركة بين الشراكسة في القبردي وقوات القيصرية الروسية خلال العام 1779 في الفترة من شهر حزيران 1779 لغاية تشرين الثاني 1780.
وتعدّ معركة الشهور السبعة من أطول المواجهات بين الفريقين المتحاربين، وبصورة عامة فإن المعارك الحربية التي جرت فيها امتازت بالتنظيم فهي كانت بين دولة القبردي الشركسية المعترف بها والقيصرية الروسية والتي كانت تشكل هاجسًا مخيفا لدى الروس نظرا للهيمنة والسطوة التي تمتع بها القبردي وتمكنهم من إخضاع شعوب أخرى تحت الحكم الشركسي وتأثيرهم الواضح على القفقاس ككل حتى كان يقال عن الشخص صاحب الرفعة والنبل بانه يتكلم مثل القبردي أو يمشي مثلهم.

## نصب تذكاري

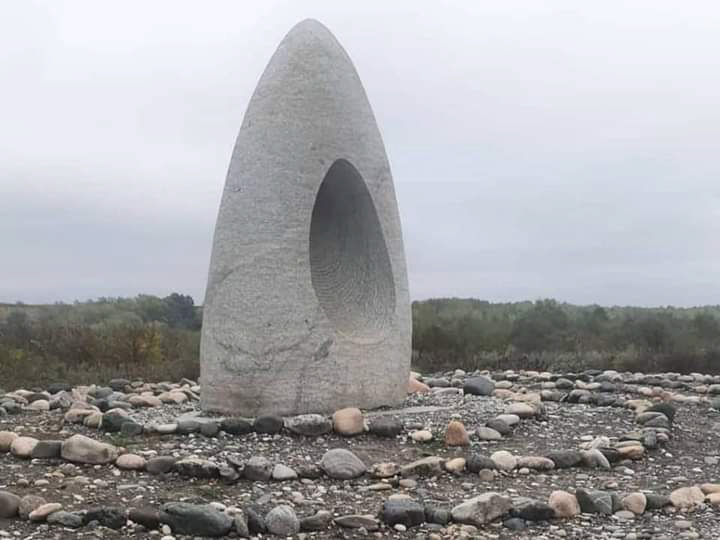